# بلدة من النمط المدني

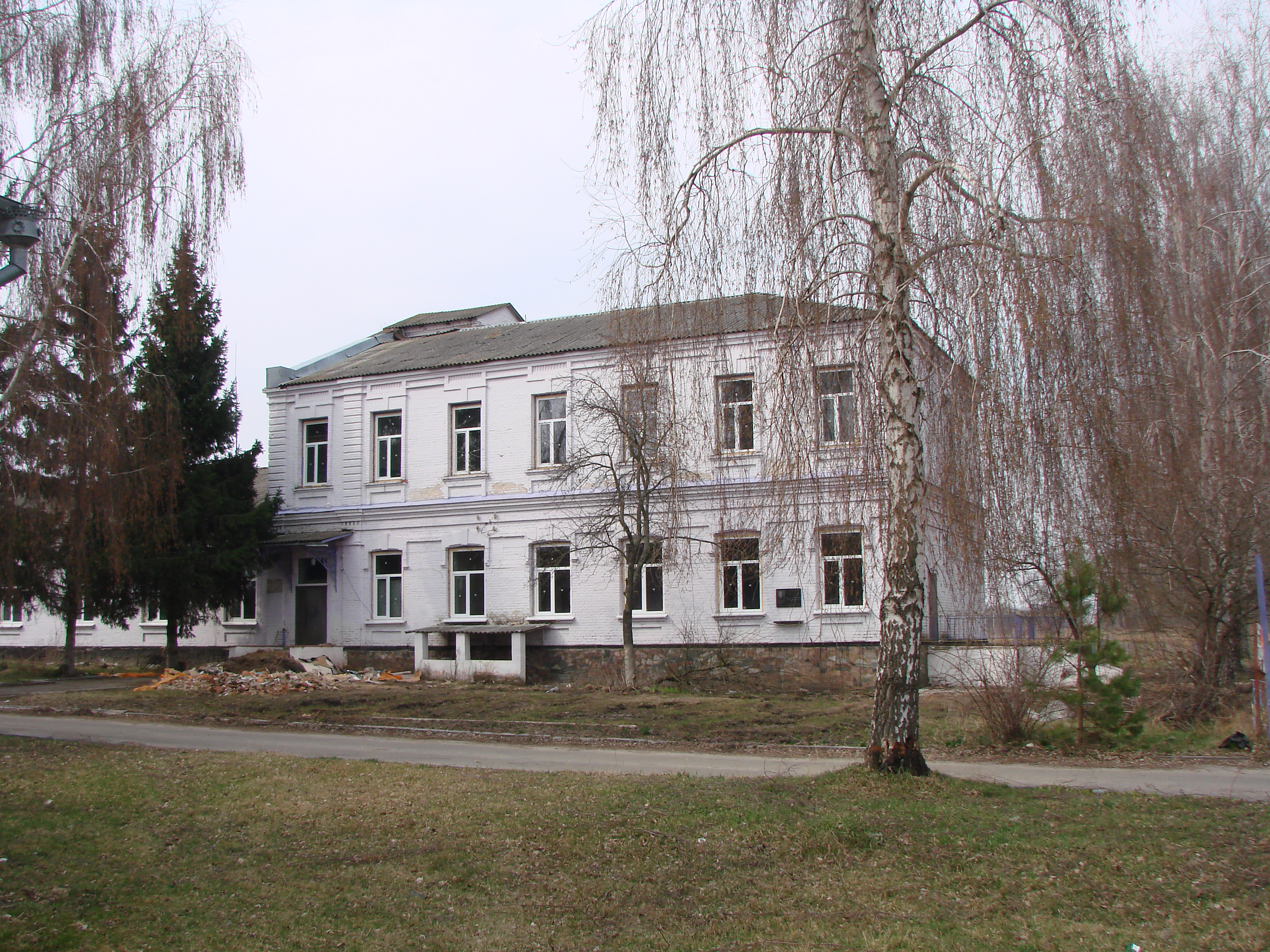

بلدة من النمط المدني (بالروسية: посёлок городско́го ти́па) مصطلح جغرافي يشير إلى نمط من التجمعات السكانية تم إدخاله في زمن الاتحاد السوفيتي. تقع حسب عدد سكانها بين القرية والمدينة.
من شروط اعتبار تجمع سكاني بلدةً من النمط المدني أن لا يعمل أغلب سكانها في مجالات غير الزراعة (85% على الأقل)، والحد الأدنى للسكان ثلاثة آلاف نسمة. في أحيان كثيرة كانت هذه البلدات تنشأ حول مصنع كبير.
بعد انحلال الاتحاد السوفيتي تغيرت تعريفات البلدة من النمط المدني في الدول المستقلة حديثاً.

## أوكرانيا
البلدة من النمط المدني في أوكرانيا، حسب مرسوم مجلس السوفيت الأعلى لأوكرانيا سنة 1981، هي تجمع سكاني حول مصنع أو عقدة سكك حديدية أو سد أو منشأة تعليم عال أو مصحة، فيها مساكن تملكها الحكومة ولا يقل عدد سكانه عن ألفي نسمة. مع أن المصطلح غير موجود في دستور أوكرانيا سنة 1996، إلا أنه لا يزال مستخدماً، وبلغ عدد البلدات من النمط المدني في سنة 2009 بلغ 885 بلدة.
اعتبارًا من يوليو 2023 انخفض عددهم إلى 881.
في 28 يوليو 2023 ، أقر البرلمان الأوكراني قانونًا تم بموجبه تحويل المستوطنات الحضرية إلى مدن أو سيليششا (قرى كبيرة) أو قرى اعتمادًا على سكانها ونوع المباني السائد. أصبحت المستوطنات التي تضم في الغالب مبانٍ من نوع المدينة وأكثر من 10000 شخص مدنًا ، ومستوطنات معظمها من المباني الشبيهة بالقرى وأكثر من 5000 شخص أصبحت سليشا ، والمستوطنات ذات المباني الشبيهة بالقرى وأقل من 5000 شخص أصبحت قرى.

## بولندا
كان مفهوم مماثل مستخدماً في بولندا بين سنتي 1954 و1972. تقسم جميع التجمعات السكانية في بولندا في الوقت الحاضر إلى صنفين، قرية ومدينة.

## بيلاروسيا
يحدد قانون جمهورية بيلاروسيا للتقسيمات الإدارية من سنة 1998 مفهوم البلدات من النمط المدني ليشمل:
- البلدات المدنية بعدد سكان لا يقل عن 2000 نسمة فيها منشآت صناعية واجتماعية وثقافية وخدمية وتجارية
- بلدات المصحات بعدد سكان لا يقل عن 2000 نسمة فيها مصحات أو منشآت إصحاحية أخرى ومنشآت تجارية وثقافية وخدمية
- البلدات العمالية بعدد سكان لا يقل عن 500 نسمة تقع حول مصنع أو عقدة سكك حديدية أو مشروع بناء كبير أو محطات توليد الطاقة.

في 2006 كان في بيلاروسيا 90 بلدة مدنية و5 بلدات عمالية وبلدة مصحة واحدة.

## روسيا
لا توجد في روسيا في الوقت الحالي معايير موحدة لتعريف بلدة من النمط المدني، حيث تعطى صلاحية التعريف للكيانات الاتحادية .
بلغ عدد البلدات من النمط المدني في روسيا في 1 يناير 2008 ما مجموعه 1361 بلدة.